# Cedrick Hordges
Cedrick Tyrone Hordges (Montgomery, 8 gennaio 1957 – 22 febbraio 2024) è stato un cestista statunitense, professionista nella NBA, in Italia, Spagna e Argentina.

## Carriera
Venne selezionato dai Chicago Bulls al terzo giro del Draft NBA 1979 (49ª scelta assoluta).
Nel 2016, a seguito dell'aggravarsi delle sue condizioni di salute, il gruppo ultras della Fortitudo Bologna, la fossa dei Leoni, organizzò una raccolta fondi per l'acquisto di un importante macchinario per la prosecuzione delle cure.
Morì il 22 febbraio 2024 all'età di 67 anni.

## Palmarès
- Promozione in Serie A: 1
Pall. Livorno: 1984-85.